# 후이넘

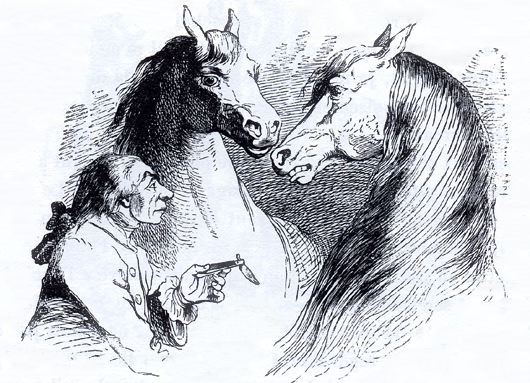

후이넘(Houyhnhnm)은 걸리버 여행기에 나오는 말 종족이다. 여기서 후이넘은 그들의 언어로 ‘자연의 완성’이라는 뜻이며, 후이넘스 랜드(Houyhnhnms Land)를 다스리고 있다.
걸리버 여행기에서는 휴이넘들이 걸리버를 야후와 다른 대접을 하면 안 된다는 토론을 하였는데 걸리버는 영국으로 돌아오는 것으로 설정되어 있다. 말들의 노예는 사람인 ‘야후’인데, 검색엔진 야후도 그 ‘야후’에서 따온 이름이다. 걸리버는 이곳에서 말들의 지배를 받으며 살아가는 생김새가 초기 인류와 비슷한 ‘야후’를 보고 큰 충격을 받았다고 전한다.

## 이상종족
후이넘은 작가 조너선 스위프트가 생각한 이상적인 종족으로, 병이 나는 날 없고, 다치기만 하면 약초로 다 낫는다. 이성을 최대한 개발하는 우수한 교육도 동등하게 받으며, 부자는 1명, 빈자는 100명인 인간 세계와는 달리, 후이넘은 모든 재물을 공동 소유하는 평등한 사회주의 사회를 이루고 있다. 또한 후이넘은 욕심을 채우기 위해 전쟁을 벌이는 인간과는 달리, 전쟁이 없다.

## 만화소재
만화가 김태권은 후이넘을 대한민국의 시사잡지 《시사인》 연재 만화 〈김태권의 시사 책꽂이〉주인공으로 등장시키고 있다. 조너선 스위프트처럼 김태권 작가도 말의 관점에서 인간들을 비판하는 것이다.

## 같이 보기
- 브로브딩내그